# 松平信明 (三河吉田藩主)
松平 信明（まつだいら のぶあきら）は、江戸時代中期から後期にかけての大名。三河国吉田藩の第3代藩主。江戸幕府の老中・老中首座を務めた。松平伊豆守系大河内松平家7代。

## 生涯

### 家督相続
宝暦13年（1763年）2月10日、2代藩主・松平信礼の長男として生まれる。幕府公認の記録である『寛政重修諸家譜』では宝暦10年（1760年）生まれとしているが、これは信明が側室の出生であるところから、嫡子として幕府に届け出るにあたって年齢（官年）を水増ししたためである。
明和7年（1770年）、父の死去により家督を継ぐ。しかし幼少のため、叔父の本庄道揚が補佐し、明和8年（1771年）の道揚の死後は松平正升と本庄道利が補佐した。安永6年（1777年）に従五位下・伊豆守に叙位・任官された。

### 田沼時代・寛政の改革
天明4年（1784年）2月14日に奏者番に任じられる。天明8年（1788年）2月2日に側用人に任じられ、4月4日に老中に任じられ、松平定信が寛政の改革をすすめるにあたって、定信と共に幕政に加わった。5月1日に従四位下に昇叙し、8月に侍従に任官される。

### 老中首座
寛政5年（1793年）に定信が老中を辞職すると、老中首座として幕政を主導し、寛政の遺老と呼ばれた。幕政主導の間は定信の改革方針を基本的に受け継ぎ、蝦夷地開拓などの北方問題を積極的に対処した。寛政11年（1799年）に東蝦夷地を松前藩から仮上知し、蝦夷地御用掛を置いて蝦夷地の開発を進めたが、財政負担が大きく享和2年（1802年）に非開発の方針に転換し、蝦夷地奉行（後の箱館奉行）を設置した。しかし信明は自らの老中権力を強化しようとしたため、将軍の家斉やその実父の徳川治済と軋轢が生じ、享和3年（1803年）12月22日に病気を理由に老中を辞職した。
信明辞職後、後任の老中首座には戸田氏教がなったが、文化3年（1806年）4月26日に死去したため、新たな老中首座には老中次席の牧野忠精がなった。しかし牧野や土井利厚、青山忠裕らは対外政策の経験が乏しく、戸田が首座の時に発生したニコライ・レザノフ来航における対外問題と緊張からこの難局を乗り切れるか疑問視され、文化3年（1806年）5月25日に信明は家斉から老中首座として復帰を許された。これは対外的な危機感を強めていた松平定信が縁戚に当たる牧野を説得し、また林述斎が家斉を説得して異例の復職がなされたとされている。ただし家斉は信明の権力集中を恐れて、勝手掛は牧野が担っている。
文化4年（1807年）に西蝦夷地を幕府直轄地として永久上知した。また幕府の対応に憤激したレザノフの指示を受けた部下のニコライ・フヴォストフが単独で文化3年（1806年）9月に樺太の松前藩の番所、文化4年（1807年）4月に択捉港ほか各所を襲撃する事件も起こり、信明は東北諸藩に派兵させて警戒に当たらせた（文化露寇（フヴォストフ事件））。またこのような対外的緊張から11月からは江戸湾防備の強化に乗り出し、砲台設置場所の選定なども行なっている。
文化5年（1808年）8月15日にはイギリスによるフェートン号事件も発生し、文化8年（1811年）には蛮書和解御用を設置して外国知識の吸収を図った。この文化8年（1811年）にはゴローニン事件も起きている。
経済・財政政策で信明は緊縮財政により健全財政を目指す松平定信時代の方針を継承していた。しかし蝦夷地開発など対外問題から支出が増大して赤字財政に転落し、文化12年（1815年）ごろに幕府財政は危機的状況となった。このため、有力町人からの御用金、農民に対する国役金、諸大名に対する御手伝普請の賦課により何とか乗り切っていたが、このため諸大名の幕府や信明に対する不満が高まったという。
文化14年（1817年）、在職中に危篤に陥る。これを機に将軍徳川家斉は密かに幕閣改造を企て、側近の水野忠成を側用人兼務のまま老中格に上げ、続いて寺社奉行の阿部正精を大坂城代、京都所司代などの歴職を飛び越えさせて老中に抜擢した。家斉が信明以下の幕閣の口煩い者、すなわち寛政の改革を踏襲する者を遠ざけ、自身の都合のよい人材を抜擢した形だが、当然のように彼らの老中在任中は空前の賄賂政治が横行することになった。
信明は同年8月16日（幕府の届出は8月29日）に死去した。享年55。跡は次男の信順が継いだ。

## 人物・逸話

### 幕政
松平定信にその才能を認められた知恵者で、定信失脚後は老中首座としてその改革精神を継承し、将軍・家斉の奢侈を戒め、その側近らの規律を正した逸話が伝わる。ただ松平定信は信明について「発生した事柄には対処できる。しかし、長期的視野に欠けて消極的であるばかりか、決断力が乏しかったので、補佐する者がいればよかった。とはいえ、才能があって重厚でもあるので、今彼に勝る人はいない」と自らの日記に記している。一方で対外政策が30年も手遅れになったのは信明の責任であると評している。
定信の近習番を務めた水野為長が市中から集めた噂を記録した『よしの冊子』によると、信明が老中を務めていた当時の政治は定信と信明、それに若年寄の本多忠籌の3人で行われており、老中の牧野貞長や鳥居忠意はお飾りに過ぎないというのが市中の評判であった。しかし実務にあたる役人からの評価では、先例をよく覚えており決断も早い忠意に比べて、信明は先例もよく知らず難しく理屈を並べるため、伺いを立てたら簡単には済まないと不評であった。また、定信も理屈を持ち出すので下で働く人は困るが、こちらはまだ筋が通っているから良い。しかし、信明は書類を穿鑿して人を難詰するばかりなので困る、と多くの部署で噂されていたという。

### その他
- 幕政に関わるようになってから領国に戻ったのはわずか1年である。
- 学問を好み、大田錦城を招聘して藩校・時習館の拡張に努めた。『寛政重修諸家譜』の編纂も主宰している。

## 官歴
- 明和7年（1770年）7月12日：家督・雁間詰
- 安永6年（1777年）3月19日：御目見（将軍：徳川家治）、12月18日：従五位下伊豆守
- 天明4年（1784年）10月24日：奏者番
- 天明8年（1788年）2月2日：側用人、4月4日：老中、5月1日：従四位下、12月16日：兼侍従
- 享和3年（1803年）12月22日：免老中
- 文化3年（1806年）5月25日：老中
- 文化14年（1817年）8月29日：卒去

## 系譜
父母
- 松平信礼（父）
- 清見、村雨氏、清岩院（母） - 側室

緑女
- 町姫 - 酒井忠恭の娘

正室
- 暉姫 - 井上正経の娘

側室
- 千枝、恵覚院、久須美氏
- 塚口氏
- 美遠、服部氏
- 利和、神原氏

子女
- 松平信順（次男） 生母は恵覚院
- 本庄道貫（四男） 生母は塚口氏
- 津軽順承（五男） 生母は恵覚院
- 深井信恭（九男） 生母は美遠
- 松平忠質（十一男） 生母は美遠
- 内藤忠行（十二男） 生母は利和
- 大森頼実（十三男） 生母は利和
- 阿部正瞭（十四男） 生母は利和
- 松平篤之助
- 松平泉吉郎
- 松平信厚
- 松平孝
- 雅、亀代姫 - 酒井忠器室
- 栄
- 従 - 安藤信由室
- 錦 - 仙石政美室
- 厚（六女） - 松平正敬室
- 睦 - 永井直養室
- 庸 - 建部政醇室

養女
- 琴 - 松平信譲の娘、松平輝延室
- 満 - 杉浦正直の娘、中川久貴室

## 登場作品
いずれもテレビドラマ。
- 『素浪人 月影兵庫』（近衛十四郎主演版、NETテレビ（現・テレビ朝日）・東映、1965年-1966年・1967年-1968年、名前のみ登場）
- 『隠し目付参上』（毎日放送・三船プロダクション、1976年、演：三船敏郎）
隠し目付の頭目・九十九内膳正（演：三船・二役）は、信明の異母兄であるという設定がなされている。
- 『月影兵庫あばれ旅』（テレビ東京・松竹、1989年・1990年、演：芦田伸介）
- 『菜の花の沖』（NHK、2000年、演：大和田伸也）
- 『べらぼう』（NHK、2025年、演：福山翔大）